# 史提夫·詹姆斯 (演員)
史提夫·詹姆斯（英語：Steve James，1952年2月19日—1993年12月18日）是一名美國男演員、特技演員和武術家。出演過的著名作品如電影《死亡魔塔》（1978年）、《根除者》（1980年）、《美國忍者》（1985年）和《三角突擊隊》（1986年）。

## 早期生活
史提夫·詹姆斯出生於紐約市，父親休比·詹姆斯（Hubie James）是小號手，叔叔詹姆斯·瓦爾（James Wall）曾在兒童電視劇《袋鼠船長》中出演。他的教父喬·塞內卡在《四大漢》（1985年）中的演出有助於詹姆斯對動作片產生興趣，1970年從帕瓦紀念學院畢業後進入長島大學化學所郵政校區攻讀藝術和電影專業。畢業後，他開始從事舞台和電視廣告的工作。

## 逝世
1993年12月18日，詹姆斯因胰腺癌而於他在加利福尼亚州伯班克的家中去世，享年41歲。
詹姆斯的葬禮儀式由西德尼·波蒂埃主持，其父親休比·詹姆斯及他的朋友約翰·A·加拉格爾（John A. Gallagher）和妻子克莉斯汀·潘·詹姆斯（Christine Pan James）都出席了葬禮。他的骨灰放置於其伯班克的家中。

## 外部連結
- 史提夫·詹姆斯在互联网电影资料库（IMDb）上的資料（英文）
- 在AllMovie上史提夫·詹姆斯的頁面（英文）
- 在Find a Grave上的史提夫·詹姆斯 (演員)